# Llum nova (protestantisme)
Els termes Llums velles i Llums noves —entre d'altres— s'utilitzen en els cercles protestants cristians per distingir entre dos grups que inicialment eren els mateixos, però que van arribar a un desacord. Aquests termes s'han aplicat en] una àmplia varietat de formes, i el significat ha de determinar-se a partir del context. Per regla general, si una denominació està canviant, i alguns es neguen a canviar, la denominació es divideix, els que no canvien es refereixen a les «llums velles», i els que van canviar es refereixen com les «llums noves».

## Història
Els termes van ser utilitzats per primera vegada durant el Primer Gran Despertar, que es va estendre a través de les colònies britàniques d'Amèrica del Nord a mitjan segle xviii. A l'obra Faithful Narrative of the Surprising Work of God (1737), de Jonathan Edwards, un líder del moviment d'avivament religiós del Primer Gran Despertar, descriu les seves experiències vívides amb la gràcia divina com a causant d'una "lux nova" en la seva perspectiva sobre el pecat i l'expiació. Les Llums velles i les Llums noves en general es refereixen a Congregacionalistes i als Baptistes a Nova Anglaterra que van prendre diferents posicions en el Despertar, en les branques tradicionals de les seves denominacions. Les llums noves van abraçar els avivaments que es van estendre a través de les colònies, mentre que les llums velles van sospitar dels avivaments —i de la seva amenaça que semblava a l'autoritat—) L'historiador Richard Bushman acredita la divisió entre les llums velles i les llums noves per a la creació de factionalisme polític a Connecticut a mitjan segle xviii. Sovint, molts Congregacionalistes de "nova llum" que havien estat convertits sota la predicació de George Whitefield van deixar aquesta connexió per convertir-se en Baptistes "de nova llum" quan no van trobar evidència del baptisme infantil en l'església apostòlica. Quan se li va parlar d'aquesta notícia, Whitefield es va burlar dien que estava content de sentir sobre la fervent fe dels seus seguidors, però va lamentar que «molts dels seus pollets s'haguessin convertit en ànecs». L'Església Presbiteriana a Pennsilvània experimentaria una divisió durant el Gran Despertar, amb aquells elements de la denominació que abasten els avivaments anomenats "New Side" i aquells que s'oposen als avivaments nomenats "Old Side".
A l'Església d'Escòcia en la dècada de 1790 les "Llums velles" van seguir els principis dels Covenanters, mentre que les "Llums noves" estaven més centrades en la salvació personal i consideraven les restriccions dels Pactes com menys vinculants.
Els termes també es van utilitzar durant el Segon Gran Despertar a Amèrica, a començaments del segle xix. Les llums noves eren distintives de les llums velles en què eren més evangèliques i, com la historiadora Patricia Bonomi descriu, portaven una «ferocitat peculiar a fanàtics... amb grans i extravagants doctrinals morals».